# Список глав государств в 159 году до н. э.
| 160 до н. э. ← Список глав государств по годам → 158 до н. э. |

## Азия
- Анурадхапура — Дутугамуну, царь (161 до н. э. — 137 до н. э.)
- Армения Великая — Артавазд I, царь (160 до н. э. — 115 до н. э.)
- Вифиния — Прусий II, царь (182 до н. э. — 149 до н. э.)
- Греко-Бактрийское царство — Эвкратид I, царь  (171 до н. э. — 145 до н. э.)
- Иберия:
  - Саурмаг I, царь  (234 до н. э. — 159 до н. э.)
  - Мириан I, царь  (159 до н. э. — 109 до н. э.)
- Индо-греческое царство — Менандр I, царь  (165 до н. э. — 130 до н. э.)
- Каппадокия — Ариарат V Евсеб Филопатор, царь (163 до н. э. — 130 до н. э.)
- Китай (Династия Хань) — Вэнь-ди (Лю Хэн), император  (180 до н. э. — 157 до н. э.)
- Коммагена — Птолемей,  царь (163 до н. э. — 130 до н. э.)
- Корея:
  - Махан — Ан, вождь[англ.] (189 до н. э. — 157 до н. э.)
  - Пуё — Кохэса, тхандже (170 до н. э. — 121 до н. э.)
- Намвьет — Чьеу Ву-де, император (207 до н. э. — 137 до н. э.)
- Парфия — Митридат I, царь (171 до н. э. — 132 до н. э.)
- Пергамское царство — 
  - Эвмен II, царь (197 до н. э. — 159 до н. э.)
  - Аттал II, царь (159 до н. э. — 138 до н. э.)
- Понтийское царство:
  - Фарнак I, царь (190 до н. э. — 159 до н. э.)
  - Митридат IV Филопатр, царь (159 до н. э. — 150 до н. э.)
- Сабейское царство — Карабил Ватар Юханем, царь (160 до н. э. — 145 до н. э.)
- Сатавахана — Пурнотанга, махараджа (170 до н. э. — 152 до н. э.)
- Селевкидов государство (Сирия) — Деметрий I Сотер, царь (162 до н. э. — 150 до н. э.)
- Хунну — Цзюньчэнь, шаньюй (161 до н. э. — 126 до н. э.)
- Шунга — Пушьямитра Шунга, император (185 до н. э. — 149 до н. э.)
- Япония — Когэн, тэнно (император) (214 до н. э. — 158 до н. э.)

## Африка
- Египет — Птолемей VI Филометор, царь (180 до н. э. — 164 до н. э., 163 до н. э. — 145 до н. э.)
- Киренаика — Птолемей VIII Эвергет, царь (163 до н. э. — 145 до н. э.)
- Мероитское царство (Куш) — Шанакдакете, царица (ок. 170 до н. э. — ок. 150 до н. э.)
- Нумидия — Массинисса, царь (202 до н. э. — 148 до н. э.)

## Европа
- Афины:
  - Тихандр, архонт (160 до н. э. — 159 до н. э.)
  - Диокл, архонт (159 до н. э. — 158 до н. э.)
- Боспорское царство — Перисад III, царь (ок. 180 до н. э. — ок. 150 до н. э.)
- Ирландия:
  - Дуи Далта Дедад, верховный король (169 до н. э. — 159 до н. э.)
  - Фахтна Фафах, верховный король (159 до н. э. — 143 до н. э.)[1]
- Одрисское царство (Фракия) — Бифис, царь (167 до н. э. — 120 до н. э.)
- Римская республика:
  - Гней Корнелий Долабелла, консул (159 год до н. э.)
  - Марк Фульвий Нобилиор, консул (172 год до н. э., 159 год до н. э.)

## Галерея
- Вэнь-ди  
 180 до н.э.—157 до н.э. 
 Император Китая
- Птолемей VI Филометор  
 180 до н.э.-164 до н.э., 163 до н.э.—145 до н.э. 
 Царь Египта
- Митридат I  
 171 до н.э.—132 до н.э. 
 Царь Парфии
- Пушьямитра Шунга  
 185 до н.э.— 149 до н.э. 
 Император Шунги
- Деметрий I Сотер  
 162 до н.э.—150 до н.э. 
 Царь Сирии
- Эвмен II  
 197 до н.э.—159 до н.э. 
 Царь Пергама
- Массинисса  
 202 до н.э.— 148 до н.э. 
 Царь Нумидии
- Фарнак I  
 190 до н.э.—159 до н.э.  
 Царь Понта
- Эвкратид I  
 171 до н.э.—145 до н.э. 
 Греко-бактрийский царь
- Менандр I  
 165 до н.э.—130 до н.э. 
 Индо-греческий царь
- Чьеу Ву-де  
 207 до н.э.—137 до н.э. 
 Император Намвьета
- Птолемей VIII Эвергет  
 163 до н.э.—145 до н.э.  
 Царь Киренаики
- Когэн 
 214 до н.э.—158 до н.э. 
 Император Японии